# Hôtel de Fermat
La maison de Fermat, ou hôtel de Fermat, est un hôtel particulier situé à Beaumont-de-Lomagne, dans le Tarn-et-Garonne.

## Histoire
Le bâtiment est la maison natale du mathématicien Pierre Fermat (entre 1601 et 1608). Des manifestations de vulgarisation mathématique se déroulent en ce lieu, qui bénéficie du label Maisons des Illustres depuis 2011.
Depuis juillet 2024, le Musée Fermat rend hommage au mathématicien. Entre transmission et innovation, ce musée met à l'honneur les mathématiques et le patrimoine et propose des trésors cachés à travers des jeux et des expositions pour tous.